# Loretto (Kentucky)
Loretto és una població dels Estats Units a l'estat de Kentucky. Segons el cens del 2000 tenia 623 habitants.

## Demografia
Segons el cens del 2000, Loretto tenia 623 habitants, 252 habitatges, i 172 famílies. La densitat de població era de 68,3 habitants/km².
Dels 252 habitatges en un 28,2% hi vivien nens de menys de 18 anys, en un 53,2% hi vivien parelles casades, en un 11,5% dones solteres, i en un 31,7% no eren unitats familiars. En el 29% dels habitatges hi vivien persones soles el 15,5% de les quals corresponia a persones de 65 anys o més que vivien soles. El nombre mitjà de persones vivint en cada habitatge era de 2,47 i el nombre mitjà de persones que vivien en cada família era de 3,01.
Per edats la població es repartia de la següent manera: un 24,7% tenia menys de 18 anys, un 9% entre 18 i 24, un 27,4% entre 25 i 44, un 24,7% de 45 a 60 i un 14,1% 65 anys o més.
L'edat mediana era de 36 anys. Per cada 100 dones de 18 o més anys hi havia 97,1 homes.
La renda mediana per habitatge era de 30.000 $ i la renda mediana per família de 34.792 $. Els homes tenien una renda mediana de 28.750 $ mentre que les dones 20.972 $. La renda per capita de la població era de 12.854 $. Entorn del 10,8% de les famílies i el 12,9% de la població estaven per davall del llindar de pobresa.

## Poblacions més properes
El següent diagrama mostra les poblacions més properes.